# François Loison
Pour les articles homonymes, voir Loison (homonymie).
François Loison est un homme politique et magistrat français né à Azannes le 21 décembre 1745 et mort en 1814. Il est député à l'Assemblée nationale constituante en 1790-1791.

## Biographie
Né à Azannes le 21 décembre 1745,, François Loison est le fils de Noël Loison et de Marie-Anne Pierson, fermiers à Montaubé,.
Il est prévôt à Damvillers,, et avocat au Parlement de Metz.
Il est élu député suppléant aux États généraux de 1789 par le tiers état du bailliage de Verdun,.
Il siège à l'Assemblée nationale constituante à partir du 19 août 1790,,, en remplacement d'Albert-Louis de Poüilly, démissionnaire. À l'Assemblée, François Loison est un partisan des réformes. Il siège jusqu'au 30 septembre 1791, date de la fin de la session de l'Assemblée constituante.
Il devient ensuite juge au tribunal de son district, puis juge de paix. Il est nommé juge au tribunal civil de Bar-le-Duc le 22 prairial de l'an VIII (11 juin 1800). Il occupe ensuite le poste de directeur général des droits réunis du département de la Meuse et meurt en 1814.
Il est le père du général Louis Henri Loison,,, et le frère de l'évêque Joseph-Jacques Loison,.